# Kevin Federline
Kevin Earl Federline (ur. 21 marca 1978 we Fresno) – amerykański raper, DJ, zawodowy wrestler, tancerz, aktor i model. Jego nazwisko Federline jest pochodzenia niemieckiego.

## Życiorys

### Wczesne lata
Urodził się we Fresno, w stanie Kalifornia jako jeden z trzech synów Julie (z domu Story), byłej kasjerki bankowej w stanie Oregon, i Mike’a Federline, mechanika samochodowego. Wychowywał się w dwoma braćmi: Chrisem i Curtisem. Kiedy miał osiem lat, jego rodzice rozwiedli się. Wychowywała go matka. W wieku jedenastu lat wraz z bratem Chrisem przeniósł się do swego ojca do Fresno, w stanie Kalifornia.

### Kariera
Zaczął tańczyć w szkole średniej w organizacji non-profit Dance Empowerment. Następnie uzyskał dyplom ukończenia szkoły średniej GED. Swoje pierwsze zwycięstwo zdobył w Rap Battle w Milton, na Florydzie. Przez wiele lat był rezerwowym tancerzem takich wykonawców jak Michael Jackson („You Rock My World”), Justin Timberlake, Gwen Stefani, Pink, Christina Milian, Usher, Destiny's Child, Britney Spears czy zespół LFO. 
Wystąpił jako tancerz w programie rozrywkowym ABC Drew Carey zaprasza (The Drew Carey Show, 2001) z Drew Careyem, a także dwóch odcinkach sitcomu Warner Bros. Nikki (2001, 2002) z Nikki Cox oraz hip-hopowym komediodramacie muzyczno-sportowym przedstawiającym subkulturę tancerzy ulicznych Rewanż (You Got Served, 2004). 
Podpisał kontrakt jako model dla Five Star Vintage linii San Francisco, firmy odzieżowej Blue Marlin. W początkowej serii reklam w sierpniu 2006. 
W 2006 wydał dwa single – „Y’all Ain’t Ready” i „PopoZão”. Po słabych recenzjach ze strony krytyków, utwory nie zostały uwzględnione na jego debiutanckim albumie Playing with Fire (Igrać z ogniem), który ukazał się 31 października 2006 i choć był szeroko krytykowany, ale mimo to odniósł sukcesy w branży rozrywkowej.
Federline pojawił się w programach WWE, jako Angle promował swój album Playing with Fire. Po raz pierwszy pojawił się w wydaniach WWE Raw z 16 października 2006 i 23 października 2006, w których wdał się w fizyczne sprzeczki z WWE Championem Johnem Ceną. W następnym tygodniu przybył na ring, aby pomóc Johnny’emu Nitro w jego meczu z Johnem Ceną. Po tym, jak Cena dostał się w twarz Federline, Federline uderzył go mocno. Pojawił się ponownie podczas turnieju Cyber Sunday, 5 listopada 2006, uderzając Cenę z paskiem Kinga Bookera World Heavyweight Championship i pomagając Bookerowi wygrać mecz Champion of Champions, który został zorganizowany między Ceną, Bookerem i Big Show. Następnej nocy, 6 listopada 2006, wyzwał Cenę na mecz na noworocznej edycji Raw, którą Cena zaakceptował. Wygrał ten mecz bez dyskwalifikacji dzięki ingerencji Johnny’ego Nitro i Umagi. Później w nocy, po meczu głównego turnieju Johna Ceny, Cena poszedł za Federline i wprowadził go na ring i dwukrotnie wykonał ruch FU.
Według Wrestling Observer Newsletter, Federline został dobrze przyjęty za kulisami. Źródła podają, że tak dobrze współpracował z firmą i personelem, że WWE może w najbliższej przyszłości zapewnić mu regularną rolę na show firmy Raw. Inne źródła i zapaśnicy mówili również o ogólnie dobrej postawie Federline za kulisami. 
Wystąpił gościnnie w teledysku ówczesnej żony Britney Spears „My Prerogative” (2004), serialu CBS Kryminalne zagadki Las Vegas (CSI: Crime Scene Investigation, 2006) jako Cole „Pig” Tritt, reklamie ubezpieczeniowej podczas Super Bowl XLI (4 lutego 2007), komedii Wiadomości bez cenzury (The Onion Movie, 2008), serialu The CW Pogoda na miłość (One Tree Hill, 2008) w roli Jasona oraz komedii Johna Putcha American Pie: Księga miłości (American Pie: The Book of Love, 2009) u boku Eugene Levy jako kanadyjski strażnik graniczny.

### Życie prywatne
Był związany z aktorką Shar Jackson, z którą ma córkę Kori (ur. 31 lipca 2002) i syna Kaleba (ur. 20 lipca 2004). 
18 września 2004 ożenił się z piosenkarką pop Britney Spears, z którą ma dwóch synów: Seana Prestona (ur. 14 września 2005 w Santa Monica, w stanie Kalifornia) i Jaydena Jamesa (ur. 12 września 2006). 7 listopada 2006 Britney Spears złożyła wniosek o rozwód z Federline. Para rozwiodła się 30 lipca 2007. W styczniu 2008, Federline otrzymał wyłączną opiekę nad dziećmi. 
10 sierpnia 2013 poślubił siatkarkę Victorię Prince, z którą ma dwie córki: Jordan Kay (ur. 16 sierpnia 2011) i Peyton Marie (ur. 4 kwietnia 2020).
Podjął pracę jako instruktor tańca.

## Dyskografia

### albumy
| Rok  | Album             | Billboard 200 | Top Heatseekers |
| ---- | ----------------- | ------------- | --------------- |
| 2006 | Playing with Fire | 151           | 2               |

### single
| Rok  | Singel         | Album             |
| ---- | -------------- | ----------------- |
| 2006 | „PopoZão”      | Playing with Fire |
| 2006 | „Lose Control” | Playing with Fire |
| 2006 | „Privilege”    | Playing with Fire |